# Andreas Kofler (Rennfahrer)
Andreas „Andi“ Kofler (* 12. August 2004 in Vöcklabruck) ist ein österreichischer Motorradrennfahrer. Er ist der jüngere Bruder von Maximilian Kofler.
Er fährt in der Internationalen Deutschen Motorradmeisterschaft (IDM) für sein eigenes Team Yamalube Motorsport Kofler.
Zudem debütierte er auf dem Autodrom Most in der Supersport-Weltmeisterschaft an der Seite seines Bruders und beendete beide Rennen in den Punkten, trotz einer Zeitstrafe am Sonntag.

## Erfolge
- 2024 – IDM-Supersport-600-Meister

## Statistik in der Supersport-Weltmeisterschaft
(Stand: Saisonende 2023)
| Saison | Team        | Motorrad           | Rennen | Siege | Zweiter | Dritter | Poles | Schn. Runden | Punkte | Ergebnis |
| ------ | ----------- | ------------------ | ------ | ----- | ------- | ------- | ----- | ------------ | ------ | -------- |
| 2023   | D34G Racing | Ducati Panigale V2 | 4      | –     | –       | –       | –     | –            | 3      | 40.      |
| Gesamt | Gesamt      | Gesamt             | 4      | 0     | 0       | 0       | 0     | 0            | 3      |          |